# Axis (band)
Axis is een Griekse pop/rock-band uit de jaren '70 van de 20e eeuw.
De band is in 1970 opgericht door Dimitris Katakouzinos en Demis Visvikis, die elkaar ontmoet hebben als achtergrondzangers bij Demis Roussos' band Aphrodite's Child. Katakouzinos en Visvikis ontvluchtten het dictatoriale bewind in Griekenland en vestigen zich in 1970 in Parijs. Daar richten ze de band op en voegen Alecos Caracandas en George Chatziathanassiou zich bij de groep. De band brengt drie albums uit: Axis (1971), Ela Ela (1972; in Nederland uitgebracht onder de naam Someone), en een nieuw album dat ook de naam Axis draagt (1973). De albums bevatten een mix van muziekstijlen, waaronder progressieve rock, Folk en psychedelische rock.
De band heeft in 1972 twee hits gescoord. In april bereikte Ela ela de derde plek in zowel de Nederlandse Top 40 als de Daverende 30, en de vijfde plek in de Ultratop 50 Singles (Vlaanderen). Het nummer was door de radiostations ook tot Alarmschijf en Treiterschijf gebombardeerd. Later in het jaar behaalde Someone de derde plek in de Top 40 en de tweede plaats in de Daverende 30. In de Vlaamse Ultratop 50 kwam Someone niet verder dan de 21e positie.

## Hitlijsten
| Single met eventuele hitnotering(en) in de Nederlandse Top 40 | Datum van verschijnen | Datum van binnenkomst | Hoogste positie | Aantal weken | Opmerkingen |
| ------------------------------------------------------------- | --------------------- | --------------------- | --------------- | ------------ | ----------- |
| Ela Ela                                                       |                       | 22-04-1972            | 3               | 9            | Alarmschijf |
| Someone                                                       |                       | 12-08-1972            | 3               | 11           |             |
| Gold Wings                                                    |                       | 10-03-1973            | tip22           | -            |             |

### NPO Radio 2 Top 2000
| Nummers met noteringen in de NPO Radio 2 Top 2000 | '99 | '00 | '01 | '02  | '03 | '04 | '05  | '06  | '07  | '08  | '09  | '10  |
| ------------------------------------------------- | --- | --- | --- | ---- | --- | --- | ---- | ---- | ---- | ---- | ---- | ---- |
| Ela ela                                           | -   | -   | -   | 1833 | -   | -   | -    | -    | -    | -    | -    | -    |
| Someone                                           | 753 | 375 | 704 | 582  | 877 | 958 | 1123 | 1332 | 1555 | 1131 | 1657 | 1620 |

1. ↑  Een '-' betekent dat het nummer niet was genoteerd en een vetgedrukt getal geeft de hoogste notering van een nummer aan.
2. ↑  Deze tabel is bijgewerkt tot en met de laatste editie (2024).